# Holmes Ridge
Holmes Ridge ist ein 3 km langer und felsiger Gebirgskamm in der antarktischen Ross Dependency. Er ist die größte Formation im westlichen Teil der Finger Ridges in den Cook Mountains. 
Das Advisory Committee on Antarctic Names benannte ihn 2001 nach Robert E. Holmes vom Space Science and Engineering Center der University of Wisconsin–Madison, der von 1991 bis 1997 an der Errichtung und dem Betrieb automatischer Wetterstationen in Antarktika beteiligt war.